# Herb Skawiny
Herb Skawiny – jeden z symboli miasta Skawina i gminy Skawina ustanowiony przez Radę Miejską 27 maja 2020 r.

## Wygląd i symbolika
Herb przedstawia monogram – majuskułową literę „S”, z krzyżem zaćwieczonym na końcu górnego łuku litery. Litera opleciona wokół prostego miecza, zwróconego ostrzem do dołu. Ponad literą i głowicą miecza – korona otwarta o trzech sterczynach. Pole tarczy błękitne, litera, krzyż, korona i rękojeść miecza – złote, ostrze miecza – srebrne. 

## Historia
Najstarszym świadectwem dysponowania przez władze miasta herbem jest gotycki odcisk tłoka pieczętnego datowanego pod względem stylistycznym na połowę XV w.. Z innego źródła wiadomo, że wójt skawiński używał swojego własnego herbu już z początkiem XV w.. Najstarszymi znanymi przedstawieniami herbu Skawiny są trzy odciski z XVI w. Przedstawiają one krzywaśń w kształcie odwróconej litery S, z zaćwiecznym nań krzyżem, owiniętą wokół prostego miecza zwróconego ostrzem w dół; nad krzywaśnią otwarta korona o trzech sterczynach. 
Zdaniem Marcina Starzyńskiego krzywaśń mogła symbolizować rzekę, nad którą założono miasto. Zwraca on też uwagę na wyraźną inspirację herbem Śreniawa. Zaćwieczony krzyż Starzyński każe interpretować jako związany z oficjalnymi właścicielami Skawiny, opatami tynieckimi, miecz zaś jako symbol jednego z patronów klasztoru tynieckiego, św. Pawła. Koronę traktować należy jako odwołanie do założyciela Skawiny (która z początku była miastem królewskim), Kazimierza Wielkiego.
Od 1557 władze Skawiny posługiwały się nowym tłokiem pieczętnym, w którym wprowadzono zmianę wizerunku herbu, odwracając krzywaśń na kształt monogramu S. Ten wariant pieczęci znany jest z kilkunastu odbić z drugiej połowy XVI w. Zasadniczy wygląd herbu pozostał od tego czasu niezmienny aż do upadku I Rzeczypospolitej.
Od 1785, na mocy patentu cesarskiego, rządy w Skawinie objął magistrat z burmistrzem na czele. Wówczas sporządzono nowy projekt pieczęci miejskiej z pewnymi zmianami w herbie: koronę przedstawiono w sposób perspektywiczny, miała ona pięć sterczyn, przeniesiono ją też ponad tarczę herbową. Z monogramu S usunięto krzyż.
W 1793 r. cesarz Franciszek II zatwierdził herb Skawiny w nadanym miastu dokumencie. Była to znana z zamówionego kilka lat wcześniej pieczętnego tłoka wersja herbu, z tą różnicą, że koronę przedstawiono znów bezpośrednio nad głowicą miecza. Cesarski dokument zawiera pierwsze w pełni barwne przedstawienie herbu: błękitne pole, srebrne ostrze miecza, uchwyt miecza oraz korona złote.
W 1933 na sesji rady miejskiej Skawiny procedowano na temat ustanowienia herbu miasta w oparciu o najstarsze znane przedstawienia z XVI w.. Po przeprowadzeniu kwerendy źródłowej odpowiednią dokumentację w tej sprawie władze miasta wysłały do Ministerstwa Spraw Wewnętrznych. W 1935 w oparciu o te dokumenty Wacław Graniczny przygotował projekt nowego herbu. Zatwierdzony on został przez Ministerstwo w czerwcu 1936. Korona miała pięć sterczyn, przywrócono zagwożdżony krzyż. 
W czasach Polski Ludowej krzyż ponownie zniknął, prawdopodobnie nie ze względów ideologicznych, jako że w heraldyce innych jednostek nie rugowano symboli religijnych. W niektórych ówczesnych książkowych przedstawieniach herbu krzyż pojawia się, w różnych konfiguracjach względem monogramu.
W statucie gminy z 1996 ustanowiono oficjalny wygląd herbu (wg niektórych źródeł opracowany w 1994), przywracając zaćwieczony krzyż. Zgodnie z zapisem tegoż statutu boki tarczy herbowej, zaokrąglone, schodziły się u dołu w szpic. Koronę przedstawiono w sposób perspektywiczny, tj. niezgodnie z zasadami polskiej heraldyki.
W 2019 rozpoczęto prace nad uporządkowaniem symboliki Skawiny. W 2020, w oparciu o ekspertyzę historyczno-heraldyczną Marcina Starzyńskiego, firma Studio Otwarte opracowała nowy, poprawiony pod względem heraldycznym i graficznym projekt herbu. Drugim konsultantem projektu był Kamil Bachmiński. Tarczę francuską podmieniono na późnogotycką. Poprawiono wygląd korony, rezygnując z perspektywy. Zmieniono także stylizację monogramu i miecza. Nowy projekt, po uzyskaniu akceptacji Komisji Heraldycznej, przyjęty został przez radę miejską w maju 2020.